# Loujain Al-Hathloul
Loujain Al-Hathloul (Arabisch: لجين الهذلول) (Jeddah, 31 juli 1989), is een Saoedi-Arabische vrouwenrechten-activiste, ook bekend van social media. In 2015 werd ze door Forbes benoemd als derde op de lijst van 100 machtigste Arabische vrouwen (Top 100 Most Powerful Arab Women 2015).
Ze is voornamelijk bekend van haar activisme aangaande het recht voor vrouwen om auto te rijden in Saoedi-Arabië, de Women2Drive-beweging. Ze wordt genoemd als een van de meest prominente stemmen als het gaat om deze kwestie. In Saoedi-Arabië was sinds 1979 een autorijverbod voor vrouwen van kracht dat op 24 juni 2018 werd opgeheven. Daarnaast ijverde ze voor de opening van een vluchthuis voor vrouwen die slachtoffer zijn van huiselijk geweld en een einde aan het mannelijk voogdijschap over vrouwen.

## Belangrijke gebeurtenissen
In 2013 verkreeg Al-Hathloul voor het eerst bekendheid door de video die ze postte op social media, waarin ze zichzelf liet zien achter het stuur van een auto in de straten van Riyad, met haar vader aan haar zij.
Op 1 december 2014 werd Loujain Al-Hathloul gearresteerd en gedetineerd voor 73 dagen, op basis van haar poging de grens tussen de Verenigde Arabische Emiraten en Saoedi-Arabië over te steken met de auto.
In 2015 stelde ze zichzelf kandidaat in de gemeentelijke verkiezingen in Dammam. Haar kandidaatstelling werd niet formeel afgewezen, maar haar naam verscheen nooit op het stembiljet.
Op 4 juni 2017 werd ze op het internationale vliegveld van Dammam voor de tweede keer gearresteerd en gedetineerd. De reden voor de arrestatie werd niet genoemd en contact met een advocaat of familie werd geweigerd. Op 7 juni 2017 werd ze weer vrijgelaten. Op 15 mei 2018 werd ze een derde keer gearresteerd, samen met zes andere vrouwenrechtenactivisten. De redenen voor de arrestatie werden dit keer evenmin officieel naar buiten gebracht. In maart 2019 werd toch een rechtszaak ingeleid, waar bleek dat ze werd aangeklaagd omwille van haar vrouwenrechtenactivisme.
Sinds april 2019 werd ze in isolatie gevangen gehouden en volgens haar jongere zus Lina gefolterd. Lina Al-Hathloul voerde campagne om haar vrij te krijgen. In februari 2021 wordt bekend dat zij vervroegd is vrijgelaten.